# Razi Mohebi
Pour les articles homonymes, voir Razi.
Razi Mohebi, né à Ghazni, en Afghanistan, le 1er janvier 1970, est un réalisateur, scénariste et acteur afghan, réfugié en Italie depuis 2007.

## Biographie
Razi Mohebi est un hazara, une des minorités discriminées et persécutées depuis longtemps en Afghanistan,,.
Son père, un militant, fut incarcéré par les Moudjahidines afghans ; Razi a été donc contraint d'émigrer, à quatorze ans, d'abord au Pakistan, puis, après un bref retour dans son pays natal, en Iran, où il a étudié. Pour accéder aux études, il devait s'inscrire dans une école islamique (centre coranique de Qom); ensuite, il a eu accès à la Faculté des Beaux-Arts de l’Université de Téhéran, où il a étudié la peinture et le cinéma. À Téhéran, il a connu son épouse et collègue Soheila Javaheri.
À la chute du régime taliban (2001), Razi et sa femme sont allés en Afghanistan, où ils ont été actifs dans le domaine social (aide aux enfants) et culturel. Razi Mohebi a contribué à la fondation de la Kabul film, et a eu les rôles d’acteur (À cinq heures de l'après-midi) et assistant réalisateur (Osama).
À cause des thèmes de ses films (droits de l'homme, lutte aux discriminations, autonomisation des femmes en Afghanistan), Razi a subi des menaces et des agressions physiques ; alors qu'il était en Italie pour un prix, en 2007, il a appris que son entreprise a fait l'objet d'un attentat. Il a donc été obligé de quitter l'Afghanistan pour l'Italie. Fondateur de Razi Film House, il vit et travaille aujourd'hui à Trente (Italie), avec sa famille, avec le statut de réfugié.

## Filmographie

### Comme réalisateur
- 2003 : Le Puits
- 2004 : Little rug weaver
- 2004 : Kite
- 2004 : Choori Foroosh (The Bracelet Seller)
- 2010 : Reame del nulla
- 2010 : Sangue e pomodori
- 2010 : Gridami
- 2010 : Afghanistan 2014

### Comme assistant réalisateur
- 2003 : Osama, de Siddiq Barmak
- 2004 : Khakestar-o-khak (Earth and Ashes) d’Atiq Rahimi
- 2006 : L'Étoile du soldat, de Christophe de Ponfilly

### Comme acteur
- 2001 : À cinq heures de l'après-midi de Samira Makhmalbaf
- 2003 : Lezate divanegi (Joy of Madness) de Hana Makhmalbaf